# Legio II Parthica
Legio II Parthica (II Парфянський легіон) — римський легіон. В правління імператора Септимія Севера він носив ім'я Pia Fidelis Aeterna. За імператора Гордіана III отримав ім'я Gordiana Pia Fidelis Aeterna. Його ім'я присутньо на монетах Галлієна (він носить на них імена V, VI і VII Pia, V, VI і VII Fidelis) і Каравзія.

## Історія
Створено у 197 році Септимієм Севером у Римі на горі Альбан. Того ж року брав участь у парфянському поході. Звитяжив під час захоплення ворожої столиці Ктесіфон. Після цього у 202 році легіон повернувся до Риму, де розташувався у Каструмі Альбано. З 208 до 211 року брав участь у поході Септимія проти північних бриттів та піктів. У 213 році за головуванням імператора Каракалли був учасником військової кампанії проти германського племені алеманів, а у 214 році — проти Парфії.
У 217 році легіон очолював Макрін, який скинув Каракаллу та захопив владу. До 218 року стояв в Апамеї (Сирія). Тут він підтримав Геліогабала під час боротьби за владу. У 218 році саме цей легіон сприяв перемоги Геліогабала у битві при Антіохії проти військ Макріна. Після цього у 219 році легіон перебрався до табору в Альбано.
У 231 році брав участь у кампанії проти Персії, що організував імператор Олександр Север. У 234 році захищав кордон на Євфраті. Після завершення походу легіон переміщено до провінції Нижня Германія. Його ставкою став Монгутіак (сучасний Майнц). Тут у 235 році військовики легіони брали участь у змови проти імператора Олександра Севера. Після цього легіон підтримав претендента на трон, майбутнього імператора Максиміна Фракійця. II Парфянський легіон брав участь у походах Максиміна проти германців. У 238 році у складі інших військ Максиміна рушив проти повсталого Риму. Був при облозі Аквілеї та підтримав змову проти імператора.
У 242–244 роках воював разом з імператором Гордіаном III проти Персії. За імператора Філіпа I Араба воював проти племені карпів у північній Дакії. У 249 році повернувся до табору в Альбано. Тоді ж воював проти повсталого Деція, але зазнав поразки при Вероні.
У 260 році був в перському поході імператора Валеріана та зазнав поразки у битві при Едессі. За імператора Галлієна окремі підрозділи знаходилися у різних частинах імперії. У 272 році був у складі армії імператора Авреліана під час військової кампанії проти цариці Зенобії з Пальміри. За імператора Проба відзначив у боротьбі з племенем ісаврів у Кілікії. Надалі брав участь у придушенні заворушень у Фракії, Аквітанії, Нумідії
З кінця 290-х до початку 310-х років цього знаходився в Альбано. Після цього легіон переміщено до північної Месопотомії. У 360 та 400 роках брав участь в охороні кордонів від вторгнення військ Персії. Остання згадка про легіон датується 476 роком.